# Alda Sousa
Alda Maria Botelho Correia Sousa (ur. 4 sierpnia 1953 w Porto) – portugalska nauczycielka akademicka i polityk, deputowana do Parlamentu Europejskiego VII kadencji.

## Życiorys
Absolwentka matematyki na Uniwersytecie w Porto, uzyskała stopień doktora nauk biomedycznych. Zawodowo związana z macierzystą uczelnią oraz Instytutem Nauk Biomedycznych Abela Salazara (na stanowisku profesorskim).
Zaangażowała się w działalność Bloku Lewicy. Od 2002 do 2005 była deputowaną do Zgromadzenia Republiki IX kadencji. 9 maja 2012 objęła mandat posłanki do Parlamentu Europejskiego VII kadencji, zastępując zmarłego Miguela Portasa. Została w PE członkinią frakcji Zjednoczonej Lewicy Europejskiej i Nordyckiej Zielonej Lewicy.